# چاندمانی (گووی-آلتای)
چاندمانی (به لاتین: Chandmani) یک منطقهٔ مسکونی در مغولستان است که در استان گاوی-آلتای واقع شده‌است. چاندمانی ۴٬۶۲۹ کیلومتر مربع مساحت دارد.